# En garde ! (périodique)
Pour les articles homonymes, voir En garde !.
En garde ! est une revue de bande dessinée publiée par Aventures et Voyages, éditeur de petits formats. Elle compte 96 numéros d'avril 1963 à janvier 1987. Le premier numéro porta le titre de Panache, changé dès le no 2 devant la menace de procès d'Impéria qui avait un titre du même nom. La revue commença comme un Ivanhoé Spécial sortant 3 fois par an pour Noël, Pâques et les grandes vacances avant de devenir trimestriel.

## Autour de la revue
La série Mikros paraissant dans En garde ! n'a aucun rapport avec le personnage créé par Jean-Yves Mitton.

## Les séries
- Bubule et Grignotte : no 92
- Capt’ain Vir-de-Bor (Eugène Gire puis Michel-Paul Giroud) : no 35
- Cyrano : nos 46 et 51
- Dan Panther (Santo D'Amico) : nos 27 et 28
- El Castillano : nos 47 à 55
- Gladius : nos 23 à 28
- Godwin la-Hache : nos 17 à 22
- Kolos (Lopez Blanco) : nos 36 à 46
- Képi blanc : nos 81 à 89
- L’Œil Magique : nos 85 à 88
- Les Trois Épées : nos 46 à 56
- Les Voyageurs du bout du monde : nos 60 à 63
- Lord Shark (Nino Milani et Giancarlo Alessandrini puis Enric Sio) : nos 64 à 80
- Masque Noir (Manuel Gago et Miguel Quesada) : nos 56 à 63
- Megax : nos 89 à 92
- Mikros (Flores Lazaro et J-B Miguel, Miguel Munos) : nos 32 à 54
- Nikos, Prince de Rhodes : nos 29 à 35
- Olac le Gladiateur (Don Lawrence, Pierre Dupuis) : nos 56 à 59
- Richard le Bien-aimé (Rémy Bourlès) : nos 90 à 96
- Sarco le justicier : nos 30 à 45
- Sylver des collines (Roger Lécureux et Tito Marchioro) : nos 64 à 96
- Taroïo (Víctor Mora et Francisco Darnis) : nos 60 à 64, 66 à 84